# William Connor (Pastor)
William Connor (* 21. Juni 1921 in Basseterre/St. Kitts und Nevis; † 11. November 1990 ebenda) war Initiator von Sonntagsschulen auf St. Kitts. Er gilt als der Begründer der Baptisten auf St. Kitts und Nevis. Für seine Lebensleistung wurde er mehrfach ausgezeichnet.

## Leben
William Connor war ein Sohn des Ehepaares Mary und George Connor. Er war das vierte von insgesamt sieben Geschwistern. Die Familie lebte in Russel Village, einem Stadtteil Basseterres. Connor verließ die Schule als Elfjähriger und arbeitete als Hausdiener, Arbeiter in einer Abfüllfabrik sowie als Baumwollpflücker. Mit der Hilfe einiger Gönner seiner anglikanischen Kirchengemeinde lernte er Lesen und Schreiben sowie einen verfeinerten sprachlichen Ausdruck. Von 1942 bis 1962 arbeitete er nebenher als Küster der St. George’s-Kirche.
Im Jahr 1949 gründete Connor in St. Johnston, einem anderen Stadtteil von Basseterre, eine erste nichtkonfessionelle Sonntagsschule. Das Angebot richtete sich vor allem an unterprivilegierte und vernachlässigte Kinder. Sie wuchs innerhalb weniger Jahre auf über 750 Schüler und Schülerinnen. Es entstanden in der Folgezeit eine Reihe weiterer Sonntagsschulen, verteilt über ganz St. Kitts. Da sie im Freien stattfanden, wurden sie „Outdoor Sunday Schools“ genannt. Zu den bekanntesten unter ihnen gehörte die Sonntagsschule von New Town (St. Kitts), die sich in der James Street unter einem Baum, dem „cock and hen tree“, versammelte und deren offizieller Name Salem Sunday School war.
Bei einer Reise nach New York im Jahr 1963 lernte William Connor Baptisten kennen. Dabei stellte er fest, dass er bereits seit langem in theologischer, vor allem ekklesiologicher Hinsicht baptistische Überzeugungen vertrat. Er kehrte nach St. Kitts zurück und nahm Kontakt auf zu Ray Thompson, einem Baptistenmissionar, der auf Saint Thomas (Amerikanische Jungferninseln) arbeitete.
Am 4. März 1963 traf sich Thompson, der mit einer Delegation von Baptisten der Jungferninseln auf St. Kitts eingetroffen war, um mit Connor und weiteren zwanzig Taufinteressenten über die Gläubigentaufe und die Gründung einer Baptistengemeinde zu sprechen. Bereits einen Tag später, am Dienstag, dem 5. März 1963, taufte Thompson um fünf Uhr früh die insgesamt 21 Kittianer. Taufort war die Limekiln Bay vor Basseterre. Noch im Laufe desselben Tages konstituierten sich die Getauften unter Vorsitz von Pastor Thompson zur Antioch Baptist Church. Connor wurde ihr Leiter und später ihr Pastor. Durch seine Initiative entstanden eine Reihe von missionarisch-theologischen, aber auch sozialpädagogischen Einrichtungen. Neben den erwähnten Outdoor-Sonntagsschulen waren dies unter anderem die sogenannten Sunday School Saving Corps (1949), die sich vor allem um hilfsbedürftige Kinder kümmerten, eine Schreibschule für unterprivilegierte Mädchen (1957) sowie die Wycliff Crusaders (1958), eine Gruppe von jungen Männern, die mit Fahrrädern die Insel bereisten und dabei Open-Air-Gottesdienste abhielten. Für die theologische Fortbildung seiner ehrenamtlichen Mitarbeiter gründete Connor eine Ferienbibelschule. Als 1990 starb, hatte er 41 Jahre als Sonntagsschullehrer und 37 Jahre als Leiter und Pastor gearbeitet. Personell und finanziell unterstützt wurde er dabei in den Anfangsjahren durch Mitglieder und Geistliche der Southern Baptist Convention.

## Würdigungen (Auswahl)
Schon zu Lebzeiten wurde William Connor durch zahlreiche Auszeichnungen, Orden und Ehrenbürgerschaften geehrt.
- Königin Elisabeth II. ernannte ihn 1979 zum Officer of the British Empire (OBE).
- Ebenfalls 1979 verlieh ihm die Caribbean Evangelical Association den Titel eines Doctor of Divinity honoris causa.
- 1981 erhielt er vom texanischen Staat als Auszeichnung den Titel eines Honorary Conners auf sozialem und ethischem Gebiet.
- 1983 zeichnete ihn der US-Staat Kentucky mit dem Order of Kentucky Colonels aus.
- Im selben Jahr wurde St. Kitts von Großbritannien in die Unabhängigkeit entlassen. William Connor wurde die Ehre zuteil, bei den Feierlichkeiten vor 23.000 Festgästen die Grundsatzrede zu halten.
- Zu ihrem Ehrenbürger ernannte ihn 1986 die Stadt Lincoln / Illinois.
- 1988 erhielt er vom Gouverneur des US-Staates Georgia den Titel eines Lieutenant Colonel Aide De Camp Governor, Staff.
- Die Regierung der Föderation St. Kitts und Nevis benannte 1988 die neu errichtete Primary School in St. Johnston Village nach dem baptistischen Gründervater; sie trägt seitdem den Namen Dr. William Connor-Primary School.[7]